# Guerra Mariposa
La Guerra Mariposa (Mariposa War) fue un conflicto que tuvo lugar en California en la década de 1850, en el Valle de Yosemite, entre indios nativos de los Estados Unidos y mineros.
La Guerra Mariposa tuvo su origen en la fiebre del oro de California de 1849. El descubrimiento del oro atrajo a muchos buscadores de oro y futuros colonos, que llegaron a través de la ruta de California (California Trail), una ruta que se bifurcaba hacia el sur a partir de la ruta de Oregón (Oregon Trail). Miles de esperanzados buscadores recorrieron la ruta y llegaron al norte de California, que en esa época estaba habitada fundamentalmente por nativos estadounidenses, y californios (descendientes de los primeros colonos españoles). A finales de mayo de 1849, se estimaba que más de 40.000 personas entraron en territorio nativo estadounidense. Esto añadió diversidad, por lo cual la tierra contenía a partir de entonces muchas y diferentes culturas, tales como anglos, afroestadounidenses, e inmigrantes de México, América del Sur, Europa, Australia, y China. Esta mezcla internacional aumentó la población californiana no nativa, de unas 14.000 personas en 1848 a 200.000 en 1852. Los anglos pronto tomaron el control de los campos mineros y desplazaron a los californios, así como a los buscadores de oro chinos y negros fuera de las minas.
La fiebre del oro también incrementó la presión sobre los nativos americanos de California, a los que los mineros obligaron a abandonar sus tierras. Muchos fueron forzados a trabajar en las minas; otros sufrieron incursiones en sus poblados por parte del ejército y de milicias de voluntarios. Algunas tribus indias contraatacaron, como los ahwahneechees, que ante todo eran paiutes, y los chowchilla yokuts, en la Sierra Nevada y en el valle de San Joaquín, llevando a cabo incursiones contra propiedades anglos en 1850 y 1851. La guerra se frenó en 1860 cuando la enfermedad, la hambruna y la violencia habían reducido la población nativa de California a unos 35.000 individuos.